# Північний промисловий вузол (Кременчук)
Див. також: Кременчуцький промисловий вузол
Північний промисловий вузол — місцевість на півночі Кременчука з великою концентрацією підприємств. Найбільшими серед підприємств є Кременчуцький нафтопереробний завод, Кременчуцька ТЕЦ, Кременчуцький завод технічного вуглецю.

## Історія

### Передумови
Постановою Ради Міністрів СРСР 1954 року передбачався розвиток у Кременчуці нафтохімічної промисловості, а саме: спорудження Кременчуцького нафтопереробного заводу та заводу технічного вуглецю. Комісія у впродовж кількох місяців, У пошуках місця для будівництва нафтохімічного комплексу, відвідала чотири області Центральної України, зокрема, Черкаську, Кіровоградську, Дніпропетровську, Полтавську і, зрештою, зупинилася на Кременчуці, як найбільш вдалому з географічної, ландшафтної, кліматичної й сейсмічної точки зору місці.

### Нафтопереробний завод
у 1960 році Рада Міністрів СРСР прийняла постанову про розвиток Кременчуцького промислового району. Тож у 1961 році розпочато спорудження Кременчуцького нафтопереробного заводу — одного з найбільших підприємств з виробництва нафтопродуктів в Україні.
Одночасно розпочалося й спорудження житла для будівельників. Першим новозбудованим житлом були двоповерхові двопід'їздні будинки, побудовані за три кілометри від основних об'єктів заводу, впритул до села Червона Знам'янка (нині Нова Знам'янка). Так з'явилося селище Молодіжне, яке згодом виросло у великий житловий масив Кременчука.
23 липня 1966 року була введена в експлуатацію перша черга нафтопереробного заводу. Після пуску, Кременчуцький нафтопереробний завод став одним з основних джерел створення стратегічного запасу різних нафтопродуктів в Україні.

### ТЕЦ
З початку 1962 року розпочалося проєктування і будівництво Кременчуцької ТЕЦ, яка спочатку планувалася цехом нафтопереробного заводу. 31 грудня 1965 року був введений в експлуатацію перший турбогенератор станції. Після закінчення будівництва теплоелектроцентраль стала найпотужнішою електростанцією Полтавської області й на чверть задовольняла потреби області в електричній енергії. Окрім цього станція почала постачати теплоносій юридичним особам і побутовим споживачам Кременчука.

### Завод технічного вуглецю
У лютому 1963 року розпочато широкомасштабне будівництво Кременчуцького заводу технічного вуглецю, продукція якого використовується в шинній і гумотехнічній промисловості, а також в лакофарбному та кабельному виробництві. У лютому-березні 1965 року була введена в дію перша черга заводу і випущено перші 100 тонн продукції. Використання технічного вуглецю при виготовленні автомобільних шин підвищило їх прохідність та термін експлуатації на 15 відсотків.
У 1966 році підприємство було виведено зі складу Кременчуцького нафтопереробного заводу, а наступного року — розпочато будівництво другої черги цього виробництва.

### Нафтопроводи
Для транспортування нафти на Кременчуцький нафтопереробний завод магістральними нафтопроводами 24 січня 1966 року у місті створено Кременчуцьке нафтопровідне управління. Нині це філія «Придніпровські магістральні нафтопроводи» ПрАТ «Укртранснафта», що розташовується на вулиці Перемоги, 38. Цього ж року введено в дію перші нафтопроводи Гнідинці-Глинсько-Розбищевська. Наступного року розпочалася експлуатація нафтопроводу Мала Павлівка-Глинсько-Розбишевська. У 1968 році введена в експлуатацію насосно-перекачувальна станція Глинсько-Розбишевська-1.

### Розвиток залізничного сполучення
Разом з будівництвом ТЕЦ, заводу технічного вуглецю і нафтопереробного заводу, для отримання і відправки нафтопродуктів та готової продукції й інших вантажів, споруджувалися спеціальні вантажні залізничні станції — Заводська (нині станція Кагамлицька). Функціонувати станції розпочали наприкінці 1965 року, а офіційно їх відкрили у середині 1966 року.
Згодом відбулося об'єднання станцій Рокитна і Заводська. Перша стала виконувати функцію приймального пункту, а Заводська — сортувального. Станції Терешківка обслуговує Кременчуцький завод технічного вуглецю.

### Тролейбусне сполучення
Спорудження нафтопереробного заводу і будівництво селища «Молодіжне» дало поштовх до початку проєктування і будівництва тролейбусного сполучення між центром міста і Північним промисловим вузлом та створення Кременчуцького тролейбусного управління. Кременчуцький НПЗ виступив основним замовником цього виду міського пасажирського перевезення. Відтак, у 1963 році розпочалося будівництво у Кременчуці тролейбусного депо і контактної мережі.
6 листопада 1966 року була здана в експлуатацію перша черга тролейбусної лінії довжиною 3 кілометри: «Річковий вокзал — Міський сад». На початку 1967 року маршрут продовжено до автомобільного заводу, а у липні 1967 року тролейбусний маршрут № 2 сполучив річковий вокзал та нафтопереробний завод.

### Кременчукнафтохімбуд
У січні 1961 року, було створено багатопрофільну будівельну організацію — трест «Кременчукнафтохімбуд». Ним було зведено Кременчуцький нафтопереробний завод, Кременчуцька ТЕЦ, Кременчуцький завод технічного вуглецю, нові корпуси Кременчуцького автомобільного заводу, заводу дорожніх машин, Крюківського вагонобудівного заводу, Кременчуцького сталеливарного заводу й інших підприємств міста.

### Свіштовське кладовище
На кладовище діє військовий сектор.

### Індустріальний парк
Влітку 2013 році виникла пропозиція створення на півдні промвузла індустріального парку. А в серпні 2018 року Індустріальний парк рішенням Міської ради був ліквідований. За рахунок території парку планувалось розширити Свіштовське кладовище.

### Протести
У 2016, 2017 роках містом пройшло декілька протестів з приводу поганої екології. Протестуючі звинувачували у зловживаннях підприємства північного промвузла.